# بنك برودا

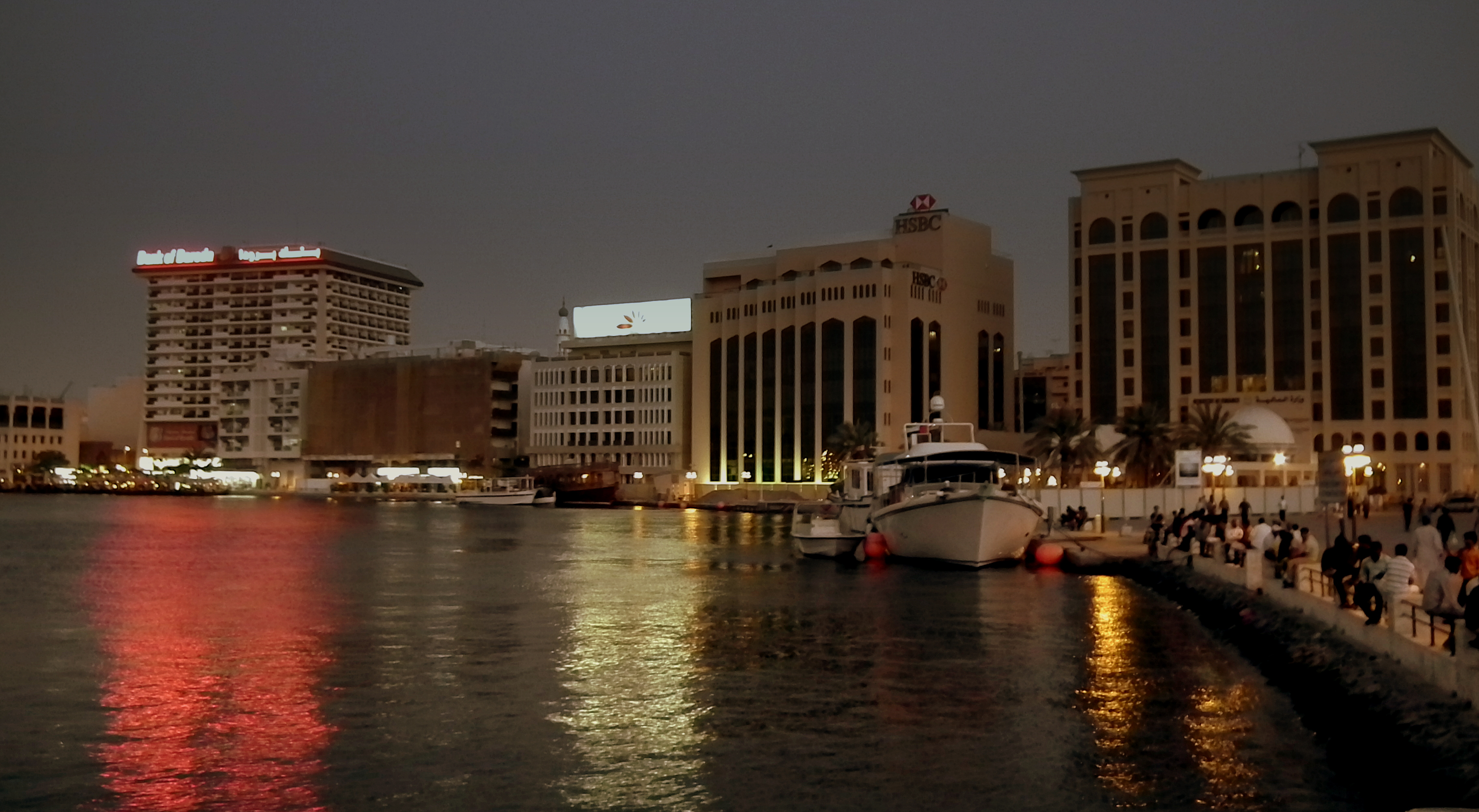
فرع البنك في خور دبي

بنك بارودا (بالإنجليزية: Bank of Baroda)‏ هو شركة هندية متعددة الجنسيات، مصرفية ومالية تابعة للقطاع العام. وهو ثالث أكبر بنك للقطاع العام في الهند، مع 131 مليون زبونا، وإجمالي أعمال 218 مليار دولار أمريكي، ووجود عالمي يضم 100 مكتب خارجي. استنادًا إلى بيانات عام 2019، تم تصنيفها في المرتبة 1145 على قائمة فوربس العالمية 2000.
أعلنت حكومة الهند عن اندماج بنك بارودا وبنك فيجايا وبنك دينا في 17 سبتمبر 2018 لإنشاء ثالث أكبر بنك في البلاد. الدمج هو أول دمج ثلاثي للبنوك على الإطلاق في البلاد، مع أعمال مجمعة 14.82 تريليون روبية (نطاق قصير)، مما يجعله ثالث أكبر بنك بعد بنك الدولة الهندي وبنك أي سي أي سي أي.
قام مهراجا ساياجيراو جيكواد الثالث بتأسيس البنك في 20 يوليو 1908، في ولاية بارودا الأميرية في ولاية غوجارات. قامت الحكومة الهندية بتأميم البنك، إلى جانب 13 بنكًا تجاريًا رئيسيًا آخر في الهند في 19 يوليو 1969؛ تم تصنيف البنك على أنه مشروع مملوك من قبل الدولة.

## التاريخ

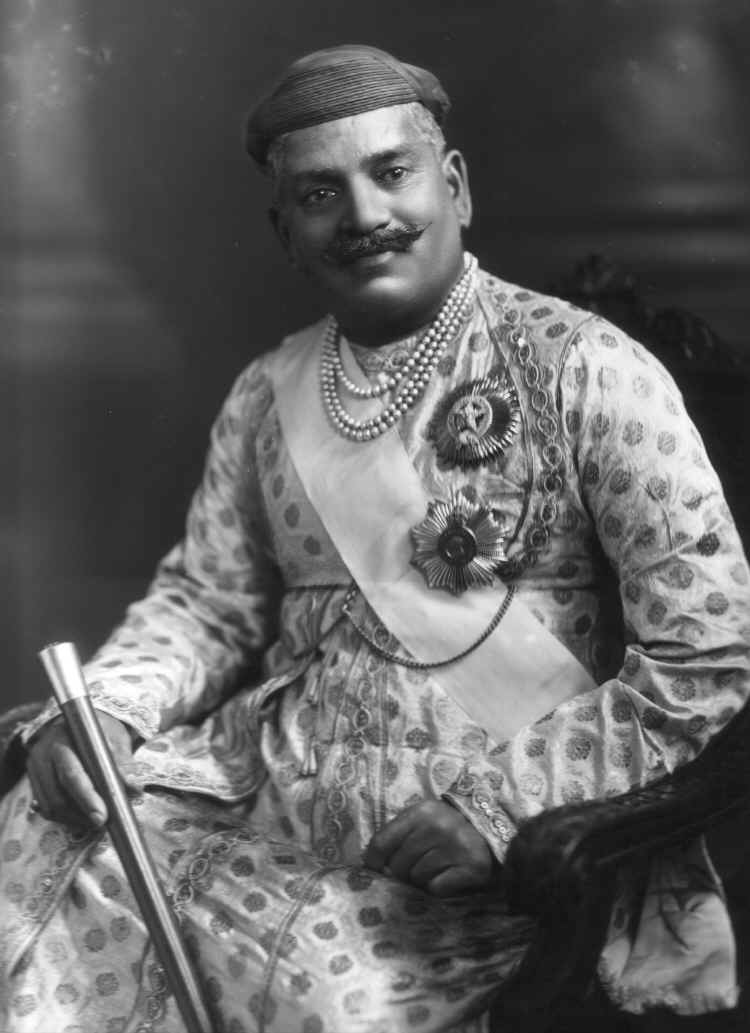
مهراجا ساياجيراو جيكواد الثالث، مؤسس بنك بارودا

في عام 1908، أنشأ مهراجا ساياجيراو جيكواد الثالث بنك بارودا، مع رواد الصناعة الآخرين مثل سامباتراو جيكواد ورالف ويتناك وفيتالداس ثاكيرسي وتولسيداس كيلاتشاند وإن إم تشوكشي. بعد ذلك بعامين، أنشأ البنك أول فرع له في أحمد آباد. نما البنك محليًا حتى ما بعد الحرب العالمية الثانية. ثم في عام 1953، عبر المحيط الهندي لخدمة مجتمعات هنود كينيا وهنود أوغندا من خلال إنشاء فرع في كل من مومباسا وكمبالا. في العام التالي، افتتح فرعاً ثانياً في كينيا بنيروبي، وفي عام 1956 افتتح فرعاً في تنزانيا في دار السلام. ثم في عام 1957، اتخذ البنك خطوة كبيرة في الخارج من خلال إنشاء فرع في لندن. كانت لندن مركز الكومنولث البريطاني وأهم مركز مصرفي دولي. في عام 1958، استحوذ البنك على (Hind Bank)، والذي أصبح أول استحواذ محلي للبنك.

### الستينيات
في عام 1961، استحوذ البنك على بنك المواطن الجديد في الهند. ساعد هذا الاندماج في زيادة شبكة فروعه في ولاية ماهاراشترا. كما افتتح البنك فرعًا في فيجي. في العام التالي، افتتح فرعًا في موريشيوس.
في عام 1963، استحوذ البنك على مؤسسة سورت المصرفية في مدينة سورت بولاية غوجارات. في العام التالي، استحوذ البنك على بنكين: بنك أومبيرجاون الشعبي، في جنوب ولاية غوجارات، وبنك تاميل نادو المركزي في ولاية تاميل نادو.
في عام 1965، افتتح البنك فرعًا في غيانا. في العام نفسه، فقد البنك فرعه في نارايان غانج (باكستان الشرقية) بسبب الحرب الباكستانية الهندية 1965. ومن غير الواضح متى فتح البنك الفرع. في عام 1967، عانى من خسارة ثانية للفروع عندما قامت الحكومة التنزانية بتأميم فروع البنك الثلاثة هناك في (دار السلام وموانغا وموشي)، وحولت عملياتها إلى المؤسسة المصرفية الوطنية المملوكة للحكومة التنزانية.
في عام 1969، أممت الحكومة الهندية 14 بنكًا كبيرًا بما في ذلك بنك برودا. قام البنك بتأسيس عملياته في أوغندا كشركة تابعة بنسبة 51٪، وتمتلك الحكومة النسبة المتبقية.

### السبعينيات
في عام 1972، استحوذ بنك برودا على عمليات بنك الهند في أوغندا. بعد ذلك بعامين، افتتح بنك برودا فرعًا في كل من دبي وأبو ظبي.
بالعودة إلى الهند، في عام 1975، استحوذ بنك برودا على غالبية الأسهم، والسيطرة الإدارية لبنك شركة باريلي (Bareilly Corporation) (تأسس عام 1954)، وبنك ناينيتال (Nainital) (تأسس عام 1922)، وكلاهما في أتر برديش وأوتاراخند على التوالي. منذ ذلك الحين ، توسّع بنك ناينيتال ليشمل أوتاراخند وأتر برديش وهاريانا وراجستان وولاية دلهي. في الوقت الحالي، يمتلك بنك برودا 99٪ من الأسهم في بنك ناينيتال.
استمرّ التوسع الدولي في عام 1976 مع افتتاح فرع في عمان وآخر في بروكسل. كان فرع بروكسل يستهدف الشركات الهندية من مومباي العاملة في مجال قطع الألماس والمجوهرات التي لها مشاريع في أنتويرب، وهي مركز رئيسي لقطع الماس.
بعد ذلك بعامين، افتتح بنك برودا فرعًا في نيويورك وآخر في سيشيل. ثم في عام 1979، افتتح فرعًا في ناساو، عاصمة الباهاماس.

### الثمانينات
في عام 1980، افتتح البنك فرعًا في البحرين ومكتبًا تمثيليًا في سيدني بأستراليا. قام كل من بنك برودا وبنك الاتحاد الهندي والبنك الهندي بتأسيس (IUB) للتمويل الخارجي، وهو جهة إيداع مرخصة في هونغ كونغ. حصل كل من البنوك الثلاثة على حصة متساوية. في النهاية (في عام 1999)، سيشتري البنك شركائه.
تلاه اتحاد ثان أو بنك مشترك في عام 1985. أنشأ كل من بنك برودا (20٪) وبنك الهند (20٪) وبنك الدولة الهندي (20٪) وزيمكو (حكومة زامبيا؛ 40٪) بنك إندو زامبيا (Indo-Zambia) في لوساكا. في العام نفسه، افتتح بنك برودا أيضًا وحدة مصرفية خارجية (OBU) في البحرين.
بالعودة إلى الهند، في عام 1988، استحوذ البنك على بنك التجار، الذي كان لديه شبكة من 34 فرعًا في دلهي.

### التسعينيات
في عام 1992، افتتح البنك وحدة (OBU) في موريشيوس، لكنه أغلق مكتبه التمثيلي في سيدني. في العام التالي، تولى البنك إدارة فروع بنك بنك الاتحاد الهندي وبنك السند والبنجاب (P&S). أمر بنك الاحتياطي الهندي بالاستحواذ على الاثنين بعد تورط البنكين في احتيال في عام 1987، وما تلاى ذلك من خسائر.
ثم في عام 1992 قام بنك برودا بدمج عملياته في كينيا في شركة فرعية محلية. في العام التالي، أغلق بنك برودا (OBU) في البحرين.
في عام 1996، دخل بنك برودا سوق رأس المال في ديسمبر من خلال إطلاق سوق الأوراق المالية. لا تزال حكومة الهند أكبر مساهم، حيث تمتلك 66 ٪ من حقوق ملكية البنك.
في عام 1997، افتتح بنك برودا فرعًا في ديربان. في العام التالي، اشترى بنك برودا شركائه في (IUB International Finance) في هونغ كونغ. من الواضح أن هذا كان استجابة للتغييرات التنظيمية بعد عودة هونغ كونغ إلى جمهورية الصين الشعبية. أصبحت الشركة الفرعية المملوكة بالكامل الآن بنك بارودا (هونج كونج)، وهو بنك ترخيص مقيد. كما استحوذ بنك برودا على بنك البنجاب التعاوني في عملية إنقاذ.
في عام 1999، اندمج بنك برودا في بنك شركة باريلي في عملية إنقاذ أخرى. في ذلك الوقت، كان لباريلي 64 فرعا، بما في ذلك أربعة في دلهي. في غيانا، أسس بنك برودا فرعه كشركة فرعية، بنك بارودا جويانا. أضاف بنك برودا فرعًا في موريشيوس وأغلق فرع هارو في لندن.

### عقد 2000
في عام 2000، أنشأ البنك بنك برودا في بوتسوانا. للبنك ثلاثة مكاتب مصرفية، اثنان في غابورون وواحد في فرانسيستاون. في عام 2002، حول بنك برودا شركته الفرعية في هونغ كونغ من شركة تأخذ الودائع إلى بنك ترخيص مقيد.
في عام 2002، استحوذ بنك برودا على بنك ولاية بيناريس بناءً على طلب بنك الاحتياطي الهندي. تم إنشاء البنك في عام 1946، ولكن تتبع أصوله إلى عام 1871 ووظيفته كمكتب خزينة لولاية بيناريس. في عام 1964، استحوذ البنك على بنك باريلي (تأسس عام 1934)، مع سبعة فروع في المناطق الغربية من ولاية أتر برديش. استحوذ البنك أيضًا على بنك لكناو في عام 1968. في عام 2002، أدرج بنك برودا (أوغندا) في البورصة الأوغندية للأوراق المالية. في العام التالي افتتح البنك وحدة (OBU) في مومباي.
في عام 2004، استحوذ بنك برودا على بنك منطقة جنوب غوجارات المحلي الذي أُفلس. عاد البنك أيضًا إلى تنزانيا من خلال إنشاء شركة فرعية في دار السلام. كما افتتح البنك مكتبًا تمثيليًا في كل من كوالالمبور بماليزيا، وغوانغدونغ بالصين.
في عام 2005، أنشأ البنك مركزًا عالميًا للبيانات (DC) في مومباي لتشغيل حله المصرفي المركزي (CBS)، وتطبيقات أخرى في أكثر من 1900 فرع في جميع أنحاء الهند و 20 مقاطعة أخرى يعمل فيها البنك. كما افتتح البنك مكتبا تمثيليا في تايلاند.
في عام 2006، أنشأ البنك وحدة مصرفية خارجية (OBU) في سنغافورة.
في عام 2007، في ذكراه المئوية، تجاوز إجمالي مشاريع البنك 2.09 تريليون (نطاق قصير)، وتجاوزت فروعه 2000 فرعا، وقاعدة عملائه العالمية 29 مليون شخص. في هونغ كونغ، حصل البنك على ترخيص بنكي كامل وتم الاستيلاء على أعمال فرع بنك برودا المصرفي التابع له في هونغ كونغ اعتبارًا من تاريخ 1 أبريل 2007.
في عام 2008، افتتح البنك فرعًا في غوانزو بالصين، وفي كينتون، هارو بالمملكة المتحدة. افتتح البنك شركة مشتركة للتأمين على الحياة مع بنك أندرا (Andhra Bank) وليجال & جنرال تسمى شركة (IndiaFirst Life Insurance).
في عام 2009، تم إنشاء بنك برودا في نيوزيلندا. اعتبارًا من عام 2017، أصبح لدى بنك برودا بنيوزيلندا ثلاثة فروع: اثنان في أوكلاند، وواحد في ويلينغتون.

### عقد 2010
في عام 2010، منحت ماليزيا ترخيصًا مصرفيًا تجاريًا لبنك مؤسس محليًا ليكون مملوكًا بشكل مشترك لبنك برودا والبنك الهندي لما وراء البحار وبنك أندرا.
في عام 2011 ، افتتح البنك وحدة الخدمات المصرفية الإلكترونية (EBSU) في المنطقة الحرة في الحمرية، التابعة لإمارة الشارقة في الإمارات العربية المتحدة. كما افتتحت أربعة فروع جديدة في عمليات قائمة في أوغندا وكينيا وغيانا. أغلق بنك برودا مكتبه التمثيلي في ماليزيا تحسباً لافتتاح بنك كونسورتيوم هناك. حصل البنك على الموافقة «المبدئية» لترقية مكتبه التمثيلي في أستراليا إلى فرع. استحوذ البنك أيضًا على بنك (Memon Cooperative) ومقره مومباي، والذي كان لديه 225 موظفًا و 15 فرعًا في ولاية ماهاراشترا وثلاثة في ولاية غوجارات. واضطرّ إلى تعليق عملياته في مايو 2009 بسبب وضعه المالي غير المستقر.
تم افتتاح بنك الكونسورتيوم الماليزي وبنك الهند الدولي بماليزيا (IIBM) في كوالالمبور، التي تضم عددًا كبيرًا من الهنود. يمتلك بنك برودا نسبة 40٪، ويمتلك بنك أندرا 25٪، ويمتلك بنك برودا النسبة المتبقية البالغة 35٪ من رأس المال. يسعى بنك الهند الدولي بماليزيا إلى فتح خمسة فروع خلال السنة الأولى من عملياته في ماليزيا، وينوي النمو إلى 15 فرعًا خلال السنوات الثلاث المقبلة.
في 17 سبتمبر 2018، اقترحت حكومة الهند اندماج بنك دينا وبنك فيجايا مع بنك برودا، بانتظار موافقة مجالس إدارة البنوك الثلاثة. تمت الموافقة على الاندماج من قبل مجلس وزراء الاتحاد ومجالس إدارة البنوك في 2 يناير 2019. وبموجب شروط الاندماج، تلقى مساهمو بنك دينا وبنك فيجايا 110 و 402 سهمًا من أسهم بنك برودا، على التوالي، بالقيمة الاسمية ₹ 2 لكل 1000 سهم يمتلكونها. دخل الاندماج حيز التنفيذ في 1 أبريل 2019. بعد الاندماج، اعتُبر بنك برودا ثالث أكبر بنك في الهند، بعد بنك الدولة الهندي وبنك مؤسسة تمويل تنمية الإسكان (HDFC). لدى الكيان الموحد أكثر من 9500 فرعا، و13400 جهاز صراف آلي، و85000 موظفا، ويخدم 120 مليون زبونا.
أعلن بنك برودا في مايو 2019 أنه سيغلق ما بين 800 و900 فرع لزيادة الكفاءة التشغيلية وتقليل الازدواجية بعد الاندماج. كما سيتم إغلاق المكاتب الإقليمية للشركات المندمجة. ونُقل عن مسؤول كبير بالبنك إن بنك برودا سيتطلع إلى التوسع في شرق الهند، حيث كان له وجود قوي في المناطق الأخرى.